# Панаир хан
Панаир хан е хан в Пловдив, построена през XV в. Сградата е разрушена през 1983 г.

## История
Панаир хан е построен по нареждане на румелийския бейлербег (управител) Шахабедин гаази паша в средата на XV в. Той се е намирал между дървения мост над река Марица и обществената баня (хамам) Хюнкяр, срещу построеният от пашата комплекс от сгради около Имарет джамия. Комплексът е включвал също духовно училище (медресе) и кухня (имарет), предлагаща безплатно храна на бедните и нуждаещите се, а също и на пътниците, преминаващи през града. Банята функционира през целия османски период и е обслужвала търговците, отсяднали в хана.
Поради близостта на хана до затвора „Таш капия“, ханът е бил използван като затвор за заловените участници в Априлското въстание и на арестуваните български опълченци, участвали в революционните събития през 1877 г. Общо около 253 души са загинали в затвора и в пловдивските ханове, които са били използвани като затвори. Някои са били избесени по пловдивските улици, в двора на хана, а една част избити в местността „Остромила“ в Деня на Освобождението на Пловдив – 16 януари 1878 г.
На 5 август 1880 г. Димитър Атанасов открива хотел „Марица” в реставрирания хан. Разрушен през 1983 г. при строителството на пешеходния мост. На негово място сега има паркинг за леки коли.